# Nouvelle-Écosse
Pour les articles homonymes, voir Écosse (homonymie).
La Nouvelle-Écosse (en anglais : Nova Scotia ; en micmac : Enmigtaqamu'g ; en gaélique écossais : Alba Nuadh) est une province du Canada. Elle est une des trois provinces maritimes, l'une des quatre de l'Atlantique et l'une des six de l'Est. Le nom latin Nova Scotia se traduit en anglais par New Scotland. La majorité de sa population est anglophone. Avec une population de 969 383 habitants en 2021, elle est la province de l'Atlantique la plus peuplée. Elle est également la deuxième province canadienne la plus densément peuplée, et, avec une superficie 55 284 km2, elle est la deuxième province la plus petite du pays, après l'Île-du-Prince-Édouard. Son territoire inclut l'île du Cap-Breton, et 3 800 petites îles côtières. 
Ce qui est maintenant la Nouvelle-Écosse a d'abord été habité pendant des milliers d'années par le peuple autochtone des Micmacs. En 1605, la première colonie de la Nouvelle-France, l'Acadie, a été fondée avec la création de Port-Royal. L'Angleterre (puis la Grande-Bretagne) a combattu la France pour le contrôle du territoire à de nombreuses reprises, pendant plus d'un siècle. La forteresse de Louisbourg constituait un point central de la lutte pour le contrôle. 
Après le Grand Dérangement, où les Britanniques déportèrent en masse les Acadiens de 1755 à 1763, puis la Conquête de 1759-1760, et enfin le traité de Paris en 1763, la France doit céder l'Acadie à la Grande-Bretagne. Pendant la guerre d'indépendance des États-Unis (1775-1783), des milliers de loyalistes viennent s'installer en Nouvelle-Écosse. En 1848, elle est devenue la première colonie britannique à obtenir un gouvernement responsable, puis elle s'est fédérée avec le Nouveau-Brunswick et le Canada-Uni (aujourd'hui l'Ontario et le Québec), le 1er juillet 1867, pour former le Dominion du Canada.
La péninsule qui constitue la partie continentale de la Nouvelle-Écosse est reliée au reste du Canada par l'isthme de Chignectou, sur lequel est située sa frontière terrestre avec le Nouveau-Brunswick. La province est bordée par la baie de Fundy et le golfe du Maine à l'ouest, l'océan Atlantique au sud et à l'est, et est respectivement séparée de l'Île-du-Prince-Édouard et de l'île de Terre-Neuve, par les détroits de Northumberland et de Cabot. La capitale et la plus grande ville de la Nouvelle-Écosse est Halifax, qui abrite aujourd'hui 45 % de sa population. Halifax est la treizième plus grande région métropolitaine du Canada, la plus grande ville de la côte atlantique, et la deuxième plus grande ville côtière du pays après Vancouver.

## Règles de graphie, de genre et d’emploi
La Nouvelle-Écosse est de genre féminin. Lorsqu’on utilise le mot « province », il est d’usage d’écrire « La province de la Nouvelle-Écosse » comme avec les autres mots, par exemple, « Le gouvernement de la Nouvelle-Écosse ». Son abréviation est « N.-É. » et il est le troisième lorsqu'on ne précise pas l'ordre à suivre, étant donné qu'il est la troisième des provinces et territoires à faire son entrée dans la confédération.

## Géographie

Carte des climats de Köppen en Nouvelle-Écosse.

La partie continentale de la province est une péninsule entourée de l'océan Atlantique, qui a façonné sa côte de plusieurs baies et estuaires. Aucun endroit de Nouvelle-Écosse ne se trouve à plus de 50 km de la mer.
L'île du Cap-Breton, une grande île au nord-est de la partie continentale, fait aussi partie de la province, de même que l'île de Sable, une petite île célèbre pour ses naufrages et ses chevaux sauvages.
La Nouvelle-Écosse est la deuxième plus petite province en superficie après l'Île-du-Prince-Édouard. La Nouvelle-Écosse est aussi la province canadienne centrée le plus au sud. Elle n'est cependant pas celle qui descend le plus au sud, laquelle est l'Ontario. Même si une partie de l'Ontario s'étend loin vers le sud, le centre de l'Ontario est plus au nord que la Nouvelle-Écosse.

## Histoire

### Première colonisation
La Nouvelle-Écosse est colonisée pour la première fois par la France. Pierre Dugua de Mons, entouré notamment de Samuel de Champlain et de François Gravé, fonde une colonie sur une île à l'embouchure de la Rivière Sainte-Croix en 1604. L'eau potable manque à cette île pendant l'hiver et la colonie est déplacée à Port Royal près d'Annapolis Royal, en 1605.

L'Acadie de 1604 à 1607, avec les deux établissements et les voyages entrepris.

La Nouvelle-Écosse de William Alexander, en 1632.

Au cours des années 1620, le roi Charles Ier d'Écosse et d'Angleterre envoie une troupe d'Écossais pour y fonder une colonie sous le nom de Nova Scotia, en l'honneur de Jacques Ier d'Écosse. À cet effet, il fonde le baronnetage de Nouvelle-Écosse : ceux qui désirent acquérir le titre nobiliaire de baronnet doivent payer une taxe qui servirait à l'établissement de la colonie et y recevraient une dotation en terres. Or, lors de la signature d'une paix avec la France, la Couronne anglaise cède le territoire à la France et les colons écossais doivent abandonner leur mission, le baronnetage de Nouvelle-Écosse perdant sa spécificité et devenant une simple catégorie nobiliaire.
La colonisation française se poursuit dans toute la région des provinces maritimes actuelles, en étant centrée sur ce qui constitue aujourd'hui la péninsule de la Nouvelle-Écosse. Cette Acadie péninsulaire tombe toutefois sous juridiction britannique après le traité d'Utrecht en 1713. Une Acadie sous contrôle français perdure toutefois dans l'île Saint-Jean (île-du-Prince-Édouard) et l'île Royale (île du Cap-Breton). Quant au Nouveau-Brunswick actuel, il est un territoire disputé. En conséquence de la perte de l'Acadie péninsulaire, la forteresse française de Louisbourg est en effet construite sur l'île Royale pour que les marchands et pêcheurs français puissent participer au commerce et à la pêche à la morue. Louisbourg joue aussi un rôle stratégique, en surveillant les approches maritimes en direction du fleuve Saint-Laurent. Louisbourg est prise par des forces continentales britanno-américaines, puis retournée à la France en 1748 à la fin de la guerre de Succession d'Autriche. Durant la guerre suivante, dite de la Conquête ou guerre de Sept Ans, elle retourne aux mains des Britanniques en 1758 avant la Conquête de Québec. La ville fut rasée et ses habitants déportés en France, comme ceux de l'île Saint-Jean.
La ville d'Halifax est fondée en 1749 par Edward Cornwallis après la restitution de Louisbourg à la France pour sauvegarder la colonie britannique de la Nouvelle-Écosse contre la menace perçue de la grande forteresse française. Les Britanniques y font construire une citadelle fortifiée. La présence des Acadiens, francophones et catholiques, sur le territoire de la future colonie britannique pose, aux yeux des autorités britanniques, un problème. 

### L'arrivée d'Allemands en 1755
En 1750, un bon nombre de colons protestants, la plupart des Allemands, sont attirés en Nouvelle-Écosse pour s'établir sur la côte sud. La colonie reste cependant majoritairement acadienne. 

### La déportation des Acadiens en 1755
À partir de 1755, au début de la guerre de la Conquête qui enflamme le continent, les Britanniques décident de déporter les Acadiens dans les colonies américaines, en France, en Grande-Bretagne, tandis que plusieurs prennent la fuite, dans les forêts de Nouvelle-Écosse ou du Nouveau-Brunswick, en Louisiane (où plusieurs s'établissent et contribuent à la naissance de la culture cadienne), ou encore au Québec.

### Guerre d'indépendance américaine
Après la déportation des Acadiens, les terres acadiennes sont allouées aux colons américains provenant de la Nouvelle-Angleterre. Environ 8 000 de ces planters s'établissent dans la colonie entre 1759 et 1774, dont l'arrière-grand-père de Robert Laird Borden. Une nouvelle immigration écossaise vers l'île du Cap-Breton, tard dans le XVIIIe siècle et au début du XIXe siècle, rétablit de façon effective, une présence écossaise. Des milliers de loyalistes qui s'opposent à l'indépendance américaine, dépouillés de leurs terres et de la plupart de leurs biens par le gouvernement de la nouvelle république américaine, s'échappent après le traité de Paris en 1783 et viennent s'établir en Nouvelle-Écosse. En 1784, la portion continentale du nord-ouest de la colonie est séparée et devient la colonie du Nouveau-Brunswick, en raison du mécontentement des milliers de loyalistes qui sont déposés à l'embouchure du fleuve Saint-Jean, ou à Passamaquoddy, étant très peu satisfaits d'être gouvernés de loin d'Halifax.
En Nouvelle-Écosse, beaucoup de ces loyalistes s'installent dans la région au sud d'Halifax. Les nouveaux colons s'ajoutèrent aux populations de planters déjà venus de la Nouvelle-Angleterre à Port Roseway, renommé Shelburne, Lockeport, et Yarmouth et fondèrent d'autres communautés, telles que Digby. Parmi eux un grand nombre d'esclaves libérés par les Anglais entre 1775 et 1784 mais aussi parfois leurs anciens propriétaires.

### Un gouvernement autonome en 1848
En 1848, la Nouvelle-Écosse devient la première colonie de l'Empire britannique à établir un gouvernement responsable, où le gouverneur britannique doit accepter les décisions de l'assemblée législative et des ministres. Elle est aussi en pointe dans les communications : dès février 1849, le Pony express de Nouvelle-Écosse permet de gagner une journée dans la réception des nouvelles d'Europe arrivées à Halifax, via un système de cavaliers qui se relaient pour traverser la province de part en part, jusqu'à Digby où un steamer amène les nouvelles au terminus du télégraphe américain, de l'autre côté de la Baie de Fundy.
La Nouvelle-Écosse devient, en entrant dans la Confédération canadienne, l'une des quatre provinces fondatrices du Canada, avec le Nouveau-Brunswick, le Québec (Canada-Est) et l'Ontario (Canada-Ouest). Le Bluenose, le voilier qui figure sur la pièce de dix cents canadiens, est construit à Lunenburg, sur la côte sud. En dépit de son nom, il reste très peu de personnes qui parlent toujours le gaélique écossais, mais la musique celtique est populaire dans l'île du Cap-Breton. Il y a toujours une présence acadienne francophone dans la municipalité de Clare (partie ouest de la province) et une radio communautaire, CIFA sur 104.1 FM, qui émet majoritairement en français.

### XXIe siècle
Les 18 et 19 avril 2020, la région, d'habitude assez calme, est le théâtre de la tuerie de masse de 2020 en Nouvelle-Écosse (23 morts), qui amène l' interdiction de 1 500 armes d'assaut au Canada,,.

## Politique

### Assemblée législative

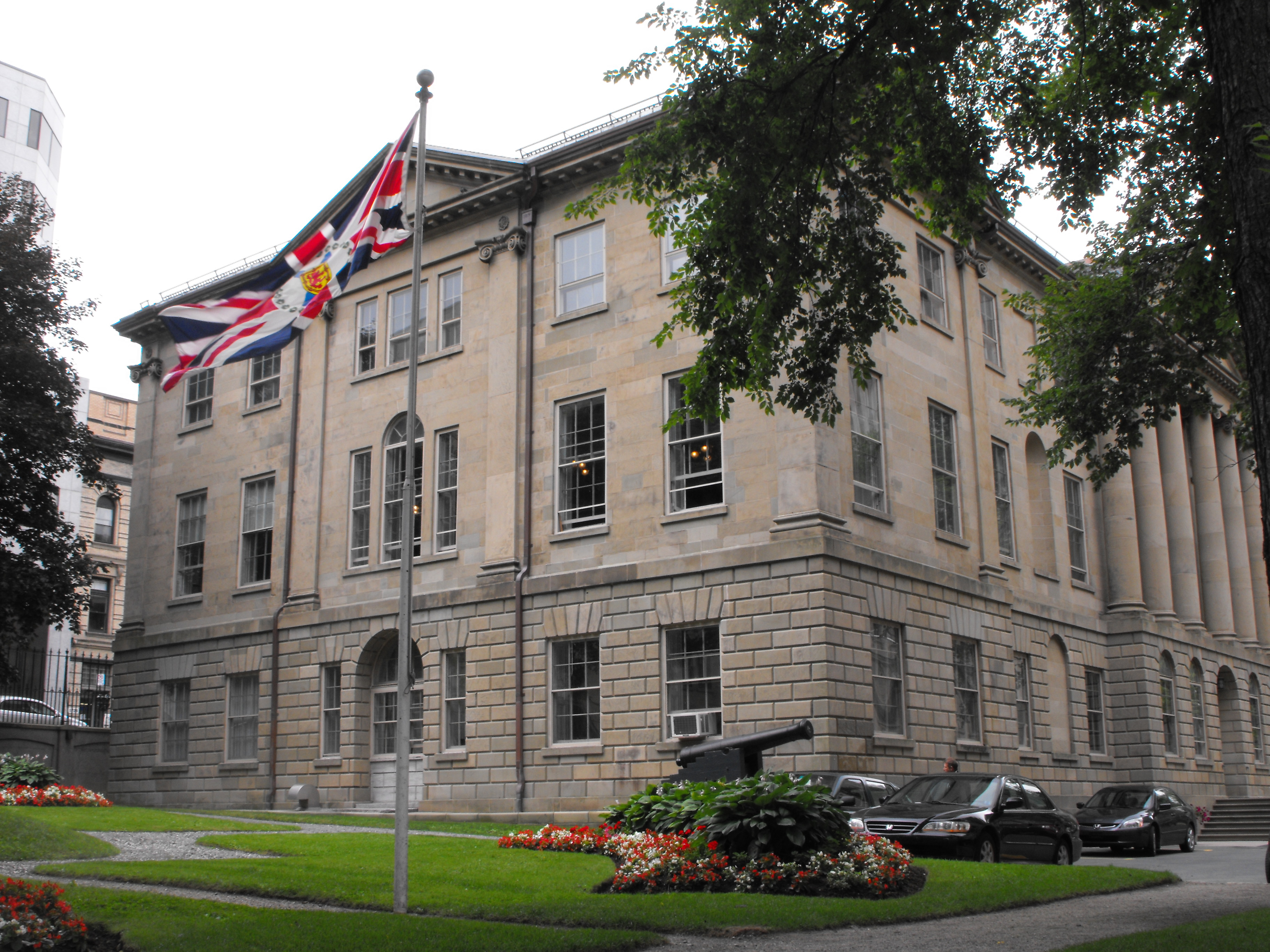
La Province House, siège de l'Assemblée législative de Nouvelle-Écosse.

L'Assemblée législative de la Nouvelle-Écosse voit le jour en 1758, étant ainsi la plus ancienne chambre provinciale du Canada. En 1848, elle est la première de toutes les colonies britanniques à obtenir un gouvernent responsable. Composée de 51 députés, l'assemblée se réunit à Halifax dans le plus ancien édifice législatif du pays.

### Premier ministre
Le premier ministre provincial de la Nouvelle-Écosse est Tim Houston .

### Lieutenant-gouverneur
Arthur Joseph LeBlanc est le premier Acadien à occuper le poste de lieutenant-gouverneur de la Nouvelle-Écosse, de 2017, à 2024, date à laquelle il est remplacé par Mike Savage, ancien maire d'Halifax.

### Politique étrangère
La province est membre de l'Assemblée parlementaire de la francophonie.

## Religion

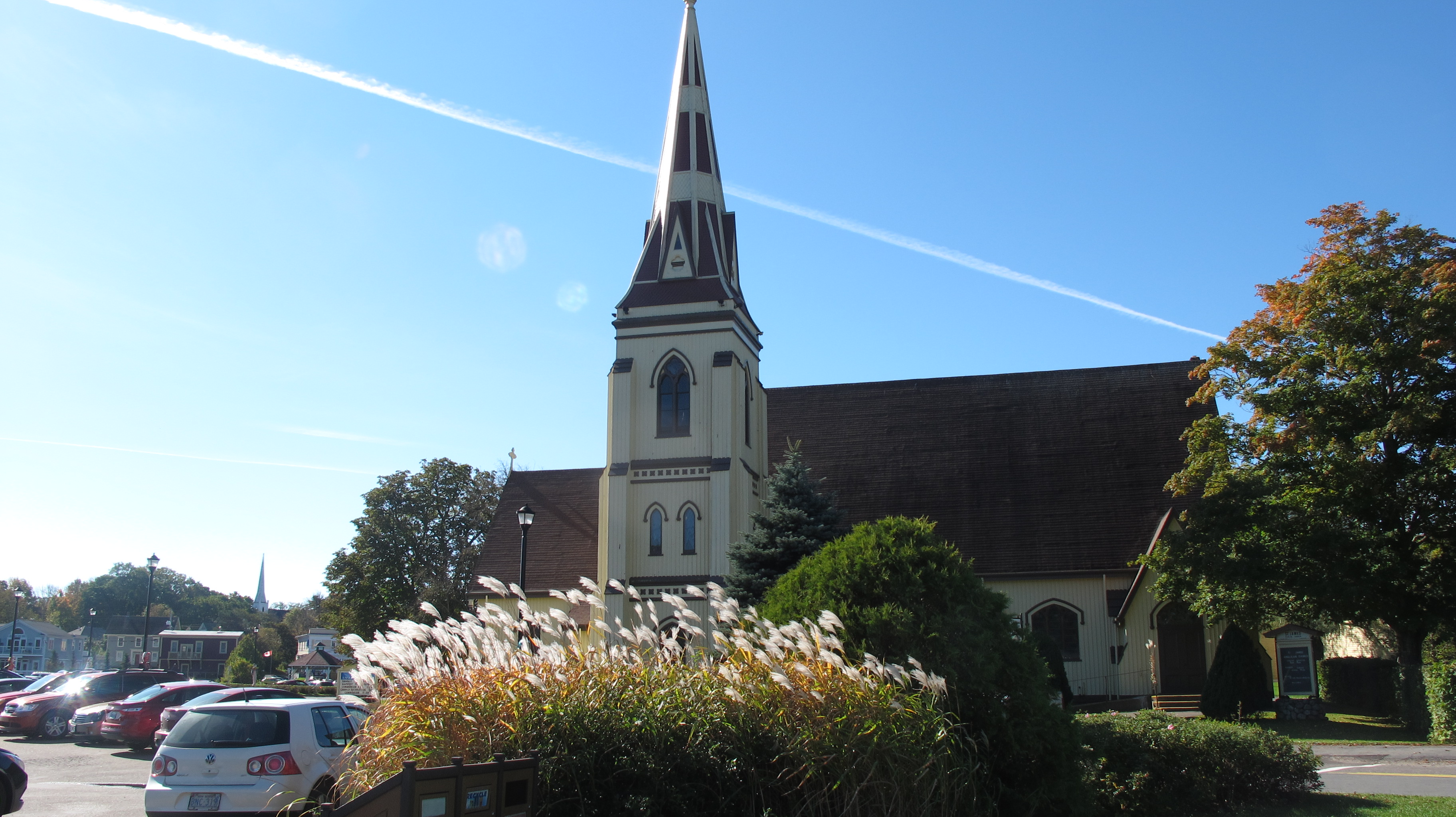
Ici la St. James' Anglican Church

Comme ailleurs au Canada, la majorité de la population est chrétienne. Il faut par contre redistribuer cette majorité selon la religion catholique ou protestante. Ainsi, il y a en Nouvelle-Écosse 328 700 catholiques et 438 150 protestants en incluant les anglicans.
Les catholiques sont représentés par l'Assemblée des évêques catholiques de l'Atlantique. Les anglicans, pour leur part, sont représentés par le diocèse anglican de Nouvelle-Écosse et de l'Île-du-Prince-Edward. 

## Économie

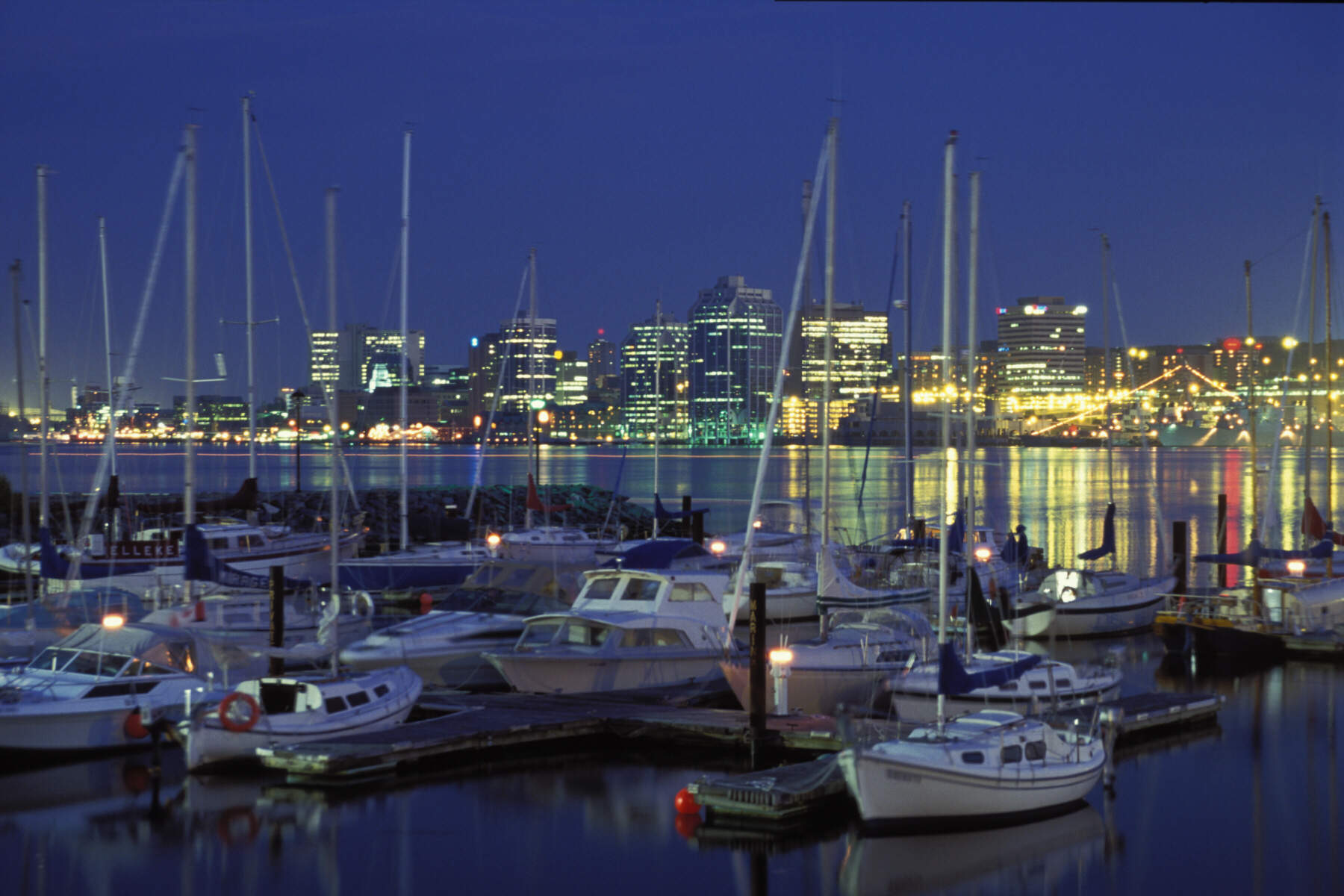
Halifax, capitale provinciale.

L'économie de la Nouvelle-Écosse est aujourd'hui une économie mixte, de services et d'industrie.
Le secteur primaire occupe une place importante dans l'économie locale avec notamment les exploitations forestières, agricoles et piscicoles. L'industrie de la pâte à papier comprend quatre usines de pâte, qui sont situées à Port Hawkesbury, Pictou, Hantsport et Liverpool (Nouvelle-Écosse). Les principales productions agro-alimentaires sont celles de lait, de pommes de terre et de pommes, tandis que les pêches les plus importantes sont celles du homard et des pétoncles. Le sous-sol est également très riche (fer, zinc, cuivre et surtout charbon). Du pétrole offshore a été découvert à Sydney-Glace-Bay, le plus important port de l'île du Cap-Breton, ainsi qu'à Halifax.

## Subdivisions

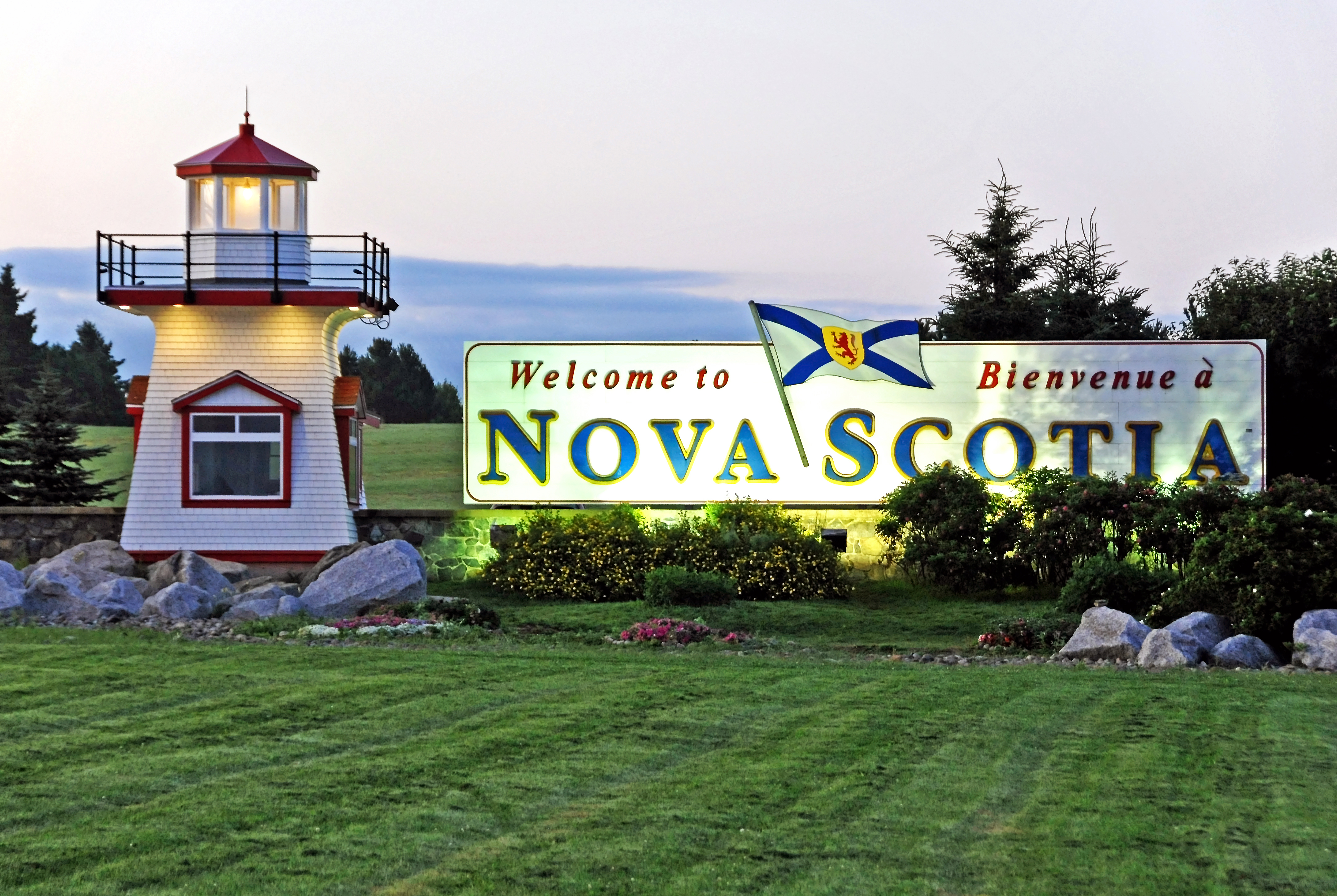
Panneau de bienvenue en Nouvelle-Écosse.

La Nouvelle-Écosse est subdivisée en 18 comtés.

## Société

### Démographie

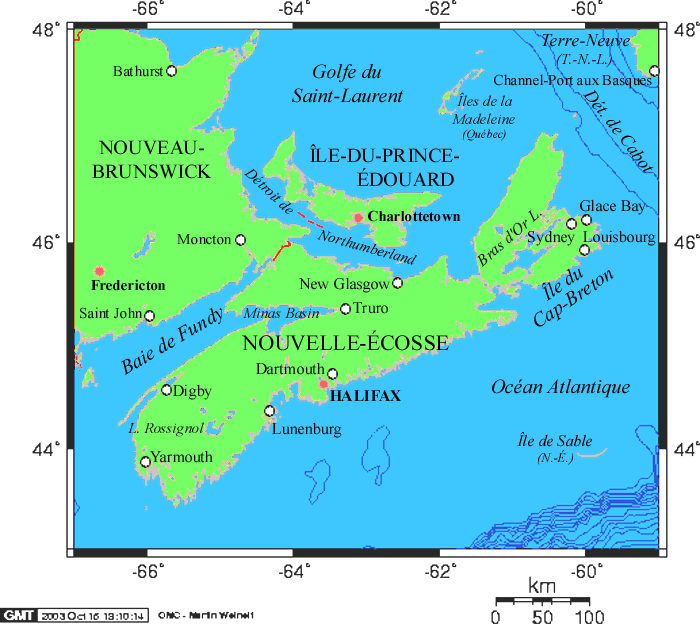
Carte de la Nouvelle-Écosse

En 2021, la population de la Nouvelle-Écosse est estimée à 969 383 habitants. Bien qu'on observe un phénomène d'urbanisation, 30,7 % de la population de la province habitait toujours en région rurale en 2021.

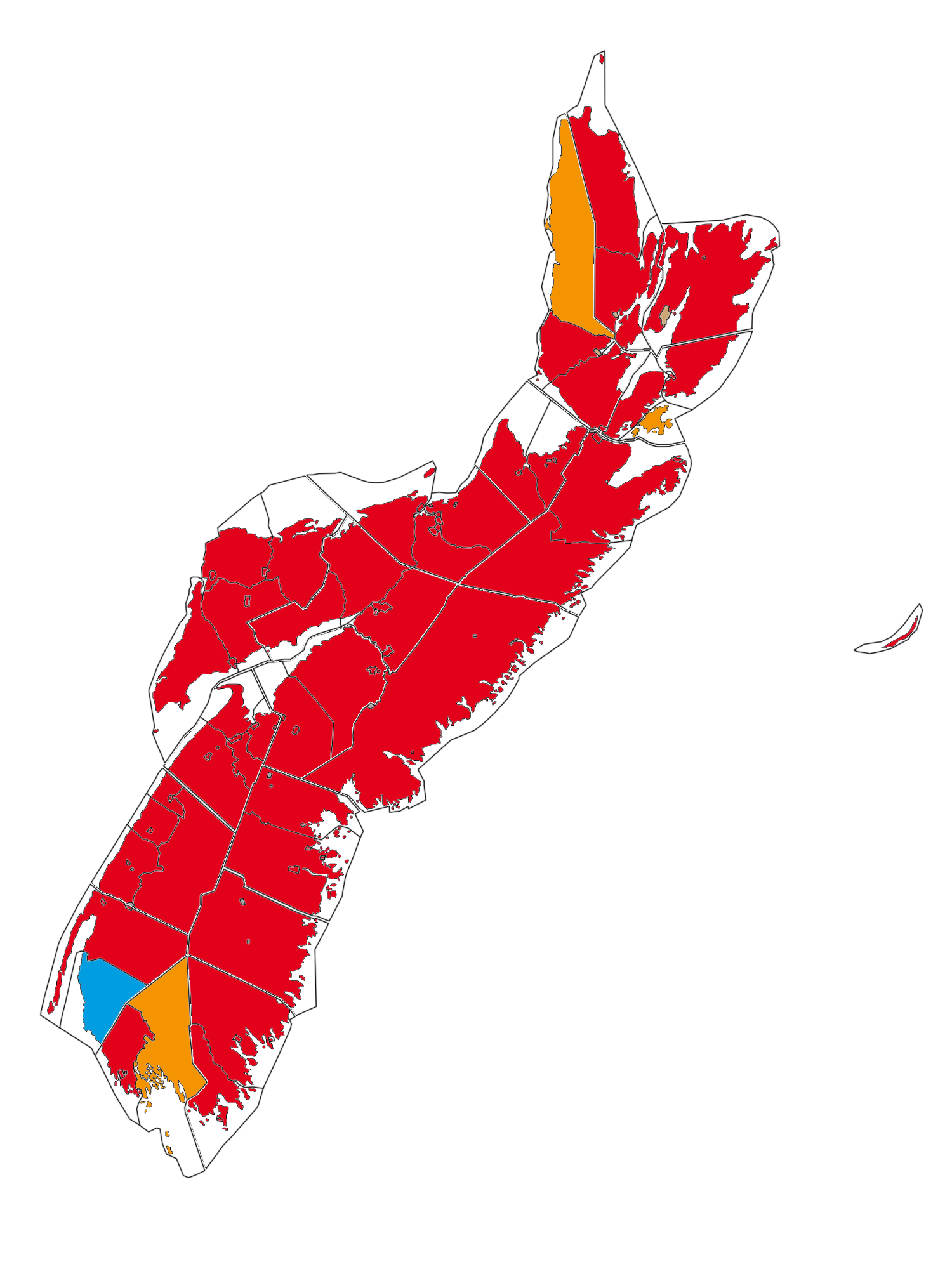
La langue maternelle en Nouvelle-Écosse.
Majorité anglophone, moins de 33 % de francophones
Majorité anglophone, plus de 33 % de francophones
Majorité francophone, moins de 33 % d'anglophones

| Année | Population | Changement % en cinq ans | Changement % en dix ans |
| ----- | ---------- | ------------------------ | ----------------------- |
| 1851  | 276 854    | non                      | non                     |
| 1861  | 330 857    | non                      | 19,5                    |
| 1871  | 387 800    | non                      | 17,2                    |
| 1881  | 440 572    | non                      | 13,6                    |
| 1891  | 450 396    | non                      | 2,2                     |
| 1901  | 459 574    | non                      | 2,0                     |
| 1911  | 492 338    | non                      | 7,1                     |
| 1921  | 523 837    | non                      | 6,4                     |
| 1931  | 512 846    | non                      | -2,1                    |
| 1941  | 577 962    | non                      | 12,7                    |
| 1951  | 642 584    | non                      | 11,2                    |
| 1956  | 694 717    | 8,1                      | non                     |
| 1961  | 737 007    | 6,1                      | 14,7                    |
| 1966  | 756 039    | 2,6                      | 8,8                     |
| 1971  | 788 965    | 4,4                      | 7,0                     |
| 1976  | 828 570    | 5,0                      | 9,6                     |
| 1981  | 847 442    | 2,3                      | 7,4                     |
| 1986  | 873 175    | 3,0                      | 5,4                     |
| 1991  | 899 942    | 3,1                      | 6,2                     |
| 1996  | 909 282    | 1,0                      | 4,1                     |
| 2001  | 908 007    | -0,1                     | 0,9                     |
| 2006  | 913 462    | 0,6                      | 0,5                     |
| 2011  | 921 727    | 0,9                      | 1,5                     |
| 2016  | 923 598    | 0,2                      | 1,1                     |
| 2021  | 969 383    | 5.0                      | 5.2                     |

#### Langues

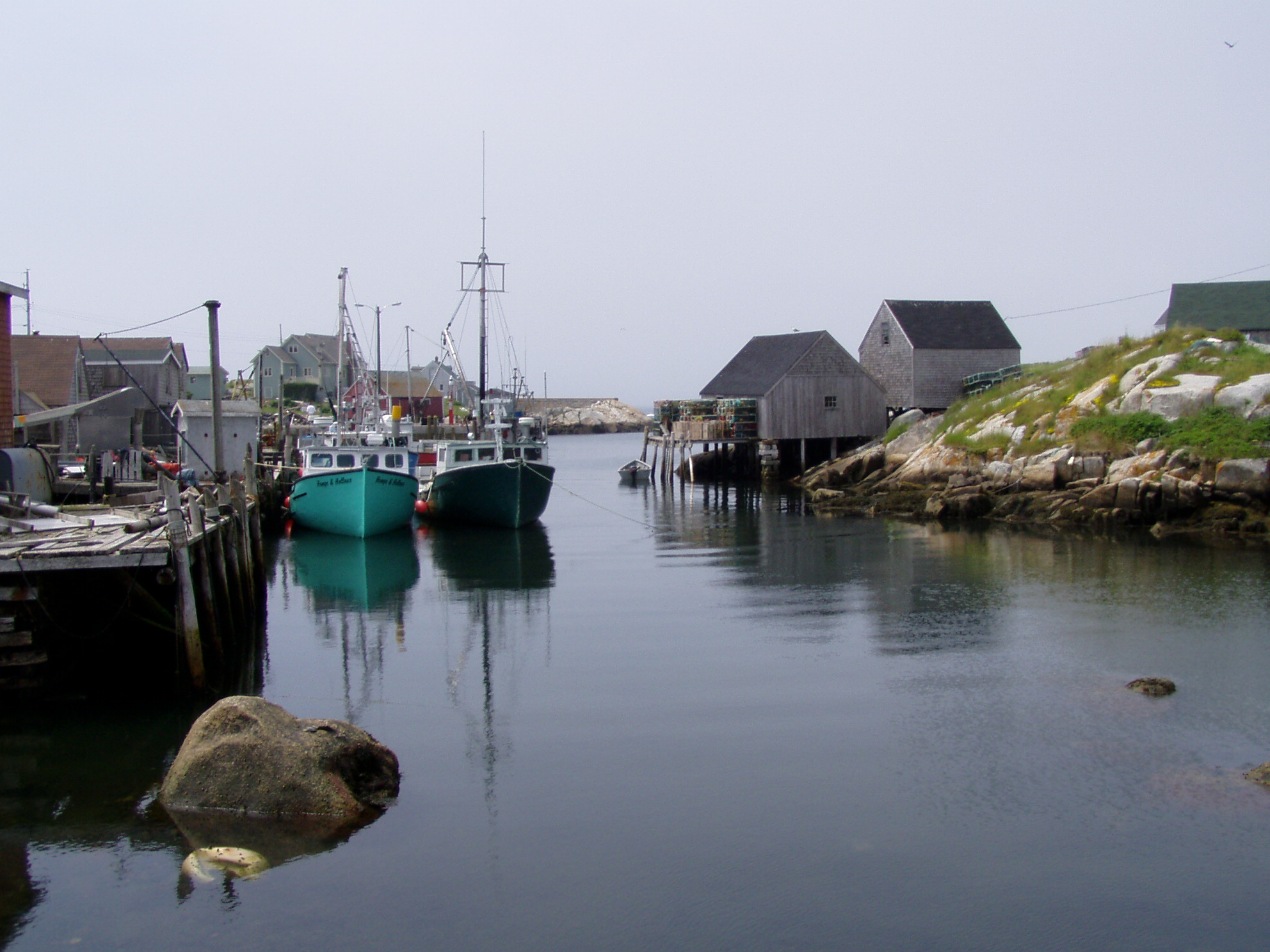
Panorama de Peggys Cove.

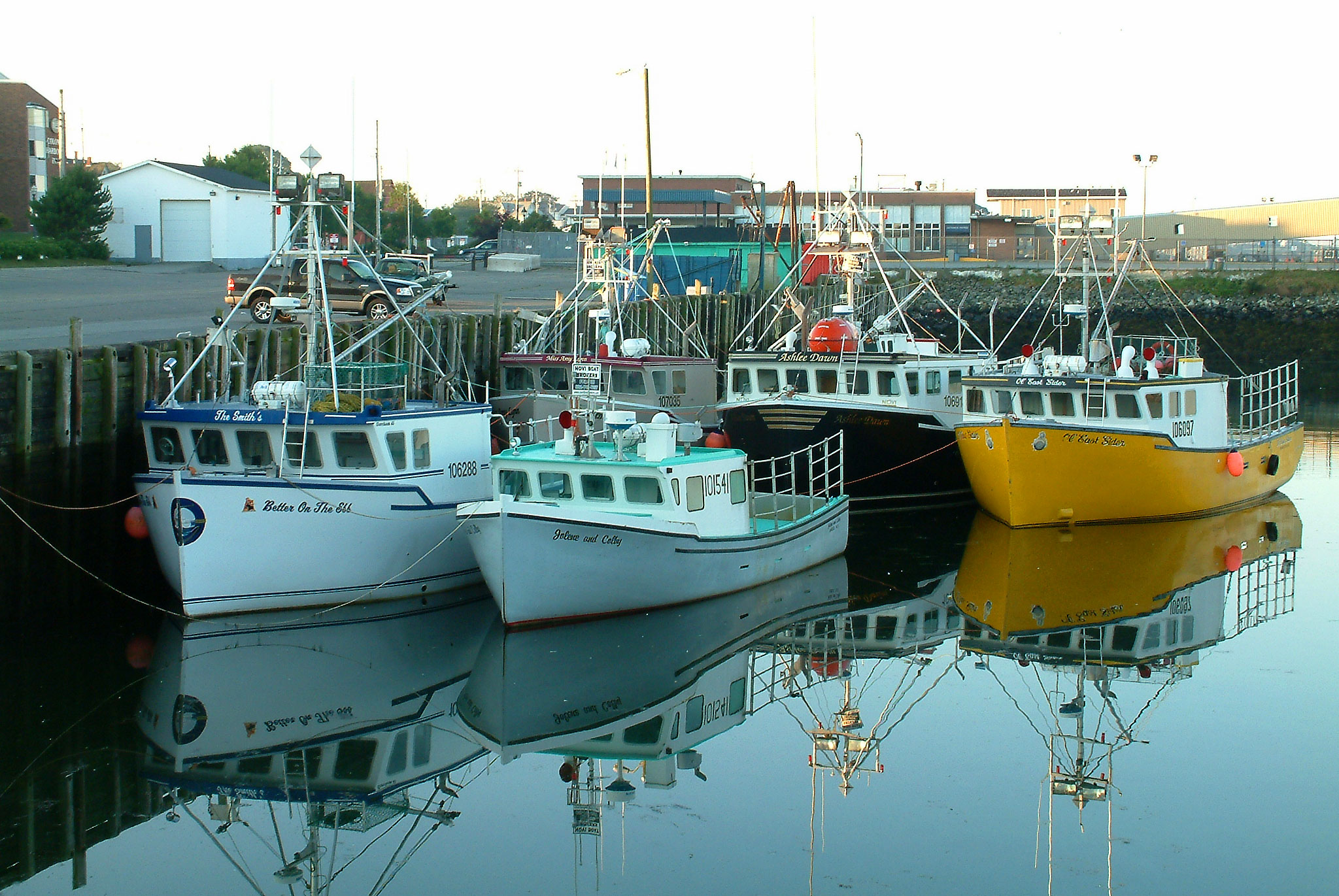
Port de bateaux de pêche à Yarmouth.

Sur les 921 727 habitants recensés en 2011, 904 285 réponses individuelles ont été recueillies concernant les langues parlées à travers cette province. 
Le tableau suivant montre les langues maternelles parlées. 
| Langue      | Nombre de locuteurs | Pourcentage |
| ----------- | ------------------- | ----------- |
| Anglais     | 836 085             | 92,46 %     |
| Français    | 31 105              | 3,44 %      |
| Arabe       | 5 965               | 0,66 %      |
| Micmac      | 4 620               | 0,51 %      |
| Allemand    | 3 275               | 0,45 %      |
| Chinois     | 2 750               | 0,30 %      |
| Néerlandais | 1 725               | 0,19 %      |
| Espagnol    | 1 545               | 0,17 %      |
| Tagalog     | 1 185               | 0,13 %      |
| Persan      | 1 185               | 0,13 %      |

Au total, il y a également eu 105 réponses référençant l'anglais et une langue non officielle ; 25 référençant le français et une langue non officielle ; 495 référençant l'anglais et le français ; 10 référençant l'anglais, le français et une langue non officielle ; et environ 10 300 personnes n'ayant donné aucune réponse durant le recensement des langues primaires. La population francophone, d'origine acadienne, habite surtout la municipalité de Clare à la Baie Sainte-Marie, la municipalité d’Argyle et la ville d’Halifax.
Le 7 avril 2022, une loi est proposée par le gouvernement de la province pour faire du micmac la « première langue » de la Nouvelle-Écosse. La loi est votée et entre en vigueur le 1er octobre 2022,,.

#### Médias et communications
The Chronicle Herald est un quotidien de langue anglaise publié à Halifax mais distribué dans toute la province. Il y a cinq autres quotidiens, dont le Cape Breton Post à Sydney. Il y a aussi plusieurs hebdomadaires de comté. Il n'y a pas de quotidien francophone mais Le Courrier de la Nouvelle-Écosse est publié à chaque semaine.
La Première Chaîne, en français, et CBC Radio, en anglais, sont les principales stations de radio, auxquelles s'ajoutent de nombreuses stations privées. Les principales stations de télévisions sont la CBAFT en français ainsi que CBHT, CIHF-TV et CJCH-TV en anglais. Les stations de télévision et les producteurs indépendants produisent de nombreuses émissions de télévision et de radio.

## Personnalités de la Nouvelle-Écosse
- P'tit Belliveau (8 Novembre 1995-), musicien acadien
- Joseph Howe (13 décembre 1804 - 1er juin 1873), homme politique fédéral.
- Charles Tupper (2 juillet 1821 - 30 octobre 1915), premier ministre du Canada.
- Joshua Slocum (20 février 1844 - 14 novembre 1909), navigateur canadien.
- John Sparrow David Thompson (10 novembre 1845 - 12 décembre 1894), premier ministre de la Nouvelle-Écosse en 1882.
- Robert Laird Borden (26 juin 1854 - 10 juin 1937), huitième premier ministre du Canada, du 10 octobre 1911 au 10 juillet 1920.
- Cyrus Eaton (27 décembre 1883 - 9 mai 1979), homme d'affaires canadien.
- Portia White (24 juin 1911 - 13 février 1968), musicienne afro-canadienne.
- Chef Henri Membertou (1510 ? - 18 septembre 1616), chef d'une bande micmaque.
- Al MacInnis (11 juillet 1963-), joueur de hockey retraité.
- Wendell Young (1er août 1963-), joueur de hockey retraité.
- Leslie Feist (13 février 1976-), chanteuse canadienne.
- Elliot Page (21 février 1987-), acteur canadien.
- Sidney Crosby (7 août 1987-), joueur de hockey évoluant actuellement avec les Penguins de Pittsburgh en LNH.
- Brad Marchand (11 mai 1988-), joueur de hockey évoluant actuellement avec les Bruins de Boston en LNH.
- Nathan MacKinnon (1er septembre 1995-), joueur de hockey évoluant actuellement avec l'Avalanche du Colorado en LNH.
- August Ames (30 novembre 1994 – 5 décembre 2017), actrice de films pornographiques, remportant la trophée des fans Adult Video News de la nouvelle actrice la plus mignonne ('Cutest Newcomer).